# Герман Аліса Олександрівна
Ге́рман Алі́са Олекса́ндрівна (19 вересня 2005, Павлоград, Україна) — українська художниця і письменниця, народний майстер України, член Національної спілки народних майстрів України, член Міжнародної Академії Літератури, Мистецтва та Комунікацій. Працює переважно у техніці петриківського розпису, внесена до Книги рекордів України як наймолодша майстриня петриківського розпису, також є переможницею багатьох міжнародних та всеукраїнських художніх і літературних конкурсів, нагороджена відзнакою «За особливі досягнення. Дитина року — 2017» та «Дитина року — 2018», лауреатка І премії у категорії «Найтворча» від Всеукраїнської премії «Диво Дитина» (2019), лауреатка літературної премії ім. Лесі Українки у номінації «Проза» конкурсу «У пошуках літературних талантів».

## Творчість
Аліса Герман відчула потяг до мистецтва ще в ранньому дитинстві, малюючи вдома. Її знайомство з петриківським розписом відбулось у 2012 році на заняттях з живопису в київському Будинку дитячої та юнацької творчості. В 2015—2016 роках вона продовжила навчання в галереї «Соборна» й одночасно займалася у творчій майстерні народного декоративного розпису Олени Скицюк, члену Спілки художників України, члену Національної спілки майстрів народного мистецтва України, лауреатки премії імені Катерини Білокур та Сергія Колоса. З 2017 р. є ученицею Школи петриківського розпису імені Марфи Тимченко.
З 2019 року — Аліса акредитована народним майстром від Національної спілки майстрів народного мистецтва України. З 2021 року - Академік Міжнародної Академії "LIK" (Німеччина).
Художні роботи Аліси Герман надруковані у міжнародних каталогах «New Fases in Art — 2017»; «Child Art — 2017», «Folk Ukraine 575 художників — 2017», «New Fases in Art — 2018». Ілюстрація «Найкраща школа» увійшла до збірки патріотичної поезії «Україна починається з тебе» (2017), у онлайн галереї "Мої Шедеври" (2021) та ін.
Митець має декілька циклів художніх робіт:
1. Очеретяні розбишаки (2016)
2. Морські розбишаки (2017)
3. Петриківський кіт (2018)
4. Зимові розбишаки (2019)
5. Мандрівний хуторок (2019-2020)
6. Енергія стихій (2017 - 2020).
Роботи зберігаються у приватних колекціях України, Німеччини, США, у музеях України та Польщі, зокрема у  Національному музеї ім. Тараса Шевченка (Україна), у музеї Видатних діячів української культури (Україна), музеї ім. Максима Рильського.
Як зазначає Ольга Смольницька: "Образність її картин викликає замилування (у багатьох – і добрий усміх, і згадування свого дитинства). Казкові тварини (які водночас такі близькі й нагадують тих, кого ми бачили), яскравість зображень, уміння нестандартно поглянути на реальність і перемістити фантастичних персонажів наче поряд із нами – це нагадує здобутки народного мистецтва, зокрема, звірів Марії Приймаченко, наївність, яка насправді не наївна, а мудра. Казка водночас і не казка, і у такому погляді виявляється більше правдивого. Свіжа фантазія, присмачена здоровим гумором і водночас ліризмом. Такі роботи хочеться передивлятися. Відтак, означають вони більше, ніж було задумано художницею" (Ольга Смольницька КАЗКОВИЙ СВІТ АЛІСИ ГЕРМАН).
Аліса Герман і сама пише дитячі оповідання і казки, ілюструючи їх власними малюнками у техніці петриківського розпису. Серед її творів «Очеретяний дивосвіт» (2016), «Морські розбишаки» (2017), «Котикові справи» (2018), «Як кіт моркву рахував»(2018), «Морські розбишаки» (2018), «Лічилочка — вправляночка» (2019). Оповідання «Бобри» було надруковано у газеті «Літературна Україна» (від 18 травня 2017 року № 20, С. 14.), а казка «Котикові справи» — у канадському Міжнародному літературному альманасі «Порт-Фоліо» (№ 255 за 2018 рік). Крім того, вона дописує статті у часопис літературно-меморіального музею ім. М. Т. Рильського (м. Київ).. Твір «Як кіт моркву рахував» потрапив у лонг — лист Міжнародного конкурсу гумористичного твору «Що робить папірець — 2018» з нагоди вшанування пам'яті Петра Ребра.

## Персональні виставки

### 2016
1. «Пори року»  у Домі — музеї М.Старицького (Музею видатних діячів української культури)[2],
2. «Живий світ» у Літературно-меморіальному музеї Т. Шевченко[13];
3. «Аліса у країні Петриківка» у Національному музеї ім. Тараса Шевченка (м. Київ)[14];
4. виставка «Петриківка рекордна» у Київській фортеці, де презентовано найбільшу кількість робіт у стилі Петриківського розпису для учасниці її віку в Україні (45 робіт) та встановлено рекорд України;
5. «Петриківський дивосвіт» у приміщенні київської школи № 286;
6. «Очеретяний дивосвіт» у Музеї ім. Лесі Українки (Музею видатних діячів української культури);
7. «Очеретяний дивосвіт» у Меморіальному музеї ім. М. Т. Рильського,
8. «Очеретяні розбишаки» приміщенні київської школи № 286[15].

### 2017
1. «Очеретяні розбишаки» у Національному музеї ім. Тараса Шевченка[16],
2. «Очеретяні розбишаки» у бібліотеці для дітей ім. В. Симоненка[17];
3. «За тиждень Великдень» у Музеї ім. Марії Заньковецької[18];
4. «Морські розбишаки» у школі № 286 м. Києва;
5. «Літо посеред зими» у бібліотеці ім. М. Реріха[19][20];

### 2018
1. «Розбишаки на морі» у Літературно-меморіальному музеї ім. М. Т. Рильського;
2. «Морські розбишаки» у київській Бібліотеці для дітей ім. В. Симоненка[21];
3. «Морські розбишаки» у приміщенні Публічної Бібліотеки ім. Лесі Українки (м. Київ)[22][23];
4. «Котикові справи» у приміщенні приміщенні ЗОШ I—III ступенів № 286 (м. Київ).

### 2019
1. «Петриківський кіт» у приміщенні  бібліотеки сімейного читання № 152 Голосіївського району м. Києва[24];
2. «Відчуття краси і злету» у приміщенні  бібліотеки «Деміївська»  Голосіївського району м. Києва;
3. «Як кіт моркву рахував» приміщенні Центральної бібліотеки ім. Т. Г. 'Шевченка' для дітей м. Києва;
4. «Петриківський кіт» у приміщенні  ДЗО № 545 Шевченківського району м. Києва.
5. «Люблю Україну» у школі № 286 м. Києва;
6. «Палітра зимових розваг» у Літературно-меморіальному музеї ім. М. Т. Рильського
7. Всеукраїнська виставка НСМНМУ «Кращий твір року 2019» — представлена робота «Веселий настрій».

### 2020
1. "Морські забави" у приміщенні центру культури "Арабат", м. Щьолкіно, Крим.
2. "Казковий світ" у приміщенні центру культури "Горизонт", Леніно, Крим.
3. "Весна" у приміщенні центру культури "Горизонт", Леніно, Крим.
4. "Енергія стихій" у приміщенні центру культури "Горизонт", Леніно, Крим.

### Надруковані літературні твори
1.	Герман А. Петриківський кіт (продовження) / А. Герман // Рідний край: альманах Полтавського національного педагогічного університету. Полтава,, 2019. №1(40). С. 40-46.
2.	Герман А. Петриківській кіт (уривки) / А.Герман // Альманах Полтавського національного педагогічного університету «Рідний край». Полтава, 2018. №2(39). С.35 - 37. 
3.	Герман А. Розбишаки (уривок) / А. Герман // Вісник VIII Міжнародного конкурсу короткої прози – 2018. – Канів: ZeitGlas, 2019. – С.61-65.
4.	Герман А. Розбишаки. Казка у двох частинах (уривок) / Я майбутнє України. Діти: твори учасників І Всеукраїнського дитячого літературного конкурсу; упоряд. М. Левченко. Чернівці: «Букрек», 2019. 120 с. С.26-32.
5.	Герман А. Хроніки Казки: науково-мистецьке видання. О.: Сімекс –Прінт, 2020. 86 с.
6.	Герман А. Шедеври петриківських стінописів «Скарбниця казок»: науково-мистецьке видання. О.: Сімекс – Прінт, 2020. 54 с.
7.	Герман А. Як кіт моркву рахував / А.Герман // Вісник міжнародного конкурсу гумористичного твору «Що робить папірець…». Канів: Вид-во «Склянка Часу. ZeitGlas», 2018. С.35 – 37.
8.	Герман Аліса Іжачкова лічилочка / А. Герман // Літературно-художній альманах СКІФІЯ-2019-Весна.  Канів. Вид. “Склянка Часу «Zeitglas», 2019. 180 с. С.144-146.
9.	Герман Аліса. Лічилочка – вправляночка / А. Герман. Одеса, 2019. 14 с. з авторск. ілюстр.
10.	Герман Аліса. Очеретяні розбишаки. Бобри: уривки / А. Герман // Літературна Україна [Текст]. 2017. № 20 (18 трав.). С.14.
11.	Герман Аліса. Як кіт моркву рахував / А.Герман // «Творчі канікули» Всеукраїнський дитячий літературний конкурс – 2018; Уклад. Н.А. Хльобас. К.: Нац. бібліотека України для дітей, 2018.  240 с. С. 152 – 155.
12.	Alisa Herman Counting Exercises for Kids. Fun technique to Help Children to learn Numbers. USA: Kindle Amazon, 2019.  24 р.
13.	Alisa Herman Die Geschichte vom Kater, der Mohren gezahlt hat... USA: Kindle Amazon, 2019. 24 p.
14.	Alisa Herman How the Cat counted the Carrots.  USA: Kindle Amazon, 2019. – 24 р.

## Нагороди

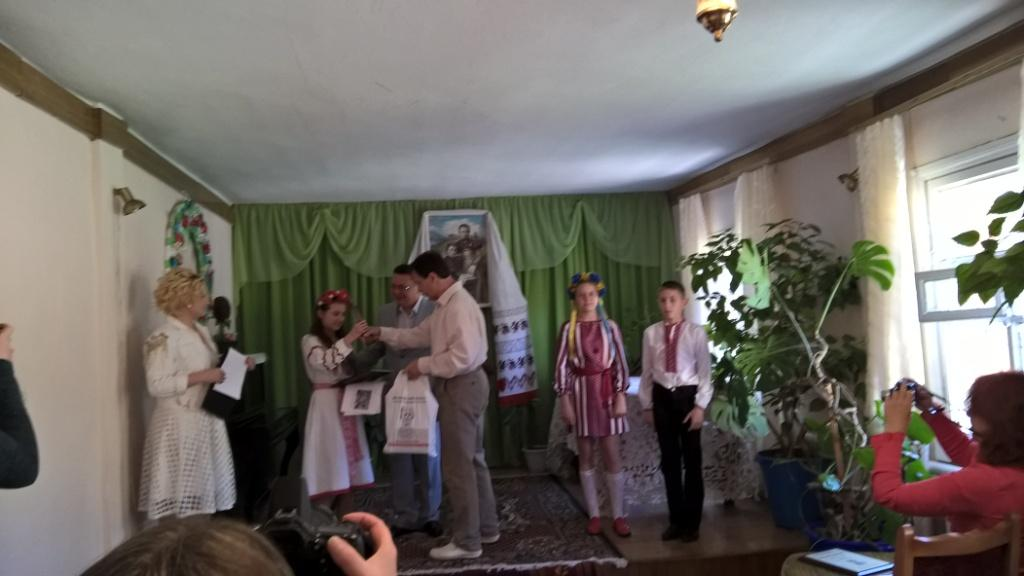
Аліса Герман на врученні премії ім. Лесі Українки «Лескар» (травень 2017, Новоград Волинський),

Аліса Герман є активною учасницею багатьох міжнародних та всеукраїнських художніх конкурсів. Учасниця І Міжнародного дитячого літературного фестивалю «Literature Future» у місті Чернівці (15-16 вересня 2018 р.), увійшла у 20-ку найкращих авторів дитячих творів. Вона була фіналісткою конкурсу «May peace prevail on Earth» (США), посіла друге місце на XV міжнародній виставці-конкурсі Ukranian art Week «Топологія сучасного мистецтва» у номінації «Жанрова картина», стала дипломанткою конкурсу компанії Google «Україна моєї мрії». Крім того, вона перемогала в таких художніх і літературних конкурсах як:
1. ІІ Всеукраїнська мистецька акція «Мій Шевченко» у номінації «Ілюстрація»[13];
2. Всеукраїнський конкурс малюнків від представництва ООН в Україні «Моє майбутнє»[1];
3. ART Ukrainian Week — 2018[1][25];
4. Міжнародна асамблея мистецтв[1];
5. Всеукраїнський літературний конкурс «Лист до святого Миколая» (2016);
6. Літературна премія ім. Лесі Українки (у номінації «Проза» конкурсу «У пошуках літературних талантів» 2017)[1][26];
7. Всеукраїнський літературний конкурс «Я зміг» (2018)[27][28];
8. Всеукраїнський літературний конкурс «Творчі канікули» (2018)[29];
9. Міжнародний багаторівневий конкурс імені де Ришел'є сезону 2018 у номінації «Миниатюры. Короткие пьесы» отримала «Смарагдовий Дюк»[30]
10. Всеукраїнський літературний конкурс «Стань письменником» (2019)[31]
11. І премія у категорії «Найтворча» від Всеукраїнської премії «Диво Дитина» (2019).
12. Лауреатка І премії Міжнародного конкурсу "Пушкін та Гоголь в Італії" (2021).
13. Лауреатка І премії Міжнародного конкурсу "Paint.UA" (2021).

У 2016 році Аліса Герман включена до Книги рекордів України як наймолодша художниця петриківського розпису у рамках VIII міжнародної виставки Inshe ART «Весна Красна», на якій було презентовано найбільшу кількість робіт у стилі петриківського розпису, виконаних дітьми.

## Наукова діяльність
Створила авторський проект «Популяризація та захист Петриківського розпису в Україні». У рамках проекту проведено ряд творчих зустрічей, майстер — класів із Петриківського розпису та написано науково-дослідну роботу на тему: «Понівечені шедеври Петриківського розпису як скарбу української нації (на прикладі пошкоджених настінних розписів магазину „Казка“ м. Київ)», захист якої відбувся у Київській Малої Академії наук (лютий 2019 р.) (посіла ІІ місце на ІІ етапі конкурсу-захисту наукових робіт у секції «Мистецтвознавство»). Створила Віртуальний музей «Скарбниця казок», представила його на Всеукраїнській виставці-конкурсі інноваційних молодіжних проєктів «Майбутнє України — 2019» та Sikorsky Challenge — 2019. У 2020 році вийшло у світ науково-мистецьке видання «Хроніки Казки».
«Хроніки Казки» — це своєрідна спроба відтворити події, які відбувалися у 80-ті роки ХХ ст. і тривають сьогодні у культурному житті України, це намагання відобразити багатство української культури у сумних реаліях беззаконня та незахищеності у рамках авторського проекту із захисту та популяризації Петриківського розпису. Йдеться про наймасштабніший проєкт настінних розписів, здійснений  вручну у суто українському національному стилі - у техніці петриківського розпису із використанням пензликів "котячок". Проєкт, який досі не повторив жоден художник світу - Настінні розписи магазину іграшок «Казка», що були створені 1979 року відомою майстринею петриківського розпису і народного декоративного живопису Марфою Тимченко разом з чоловіком Іваном Скицюком і дочкою Оленою Скицюк. Зображали сюжети близько 50 українських та інших казок, переплетених на 35 панно. Загальна площа розписів у магазині складала 270 м2. Видання призначене для мистецтвознавців, істориків, працівників музеїв, студентів та учнів творчих навчальних закладів, усіх, хто цікавиться національним українським мистецтвом Петриківського розпису.
Учасниця Національного етапу Міжнародного конкурсу науково-технічної творчості школярів ISEF-2020 «Техно Україна 2020» (посіла 4 місце), отримала американську спецвідзнаку Diploma for an outstanding project in Student Awards for Geoscience Excellence on behalf of Association for Women Geoscientists (2020).
Посіла І місце на ІІ (міському) етапі Всеукраїнського конкурсу-захисту науково-дослідницьких робіт учнів-членів Малої академії наук України в секції «Мистецтвознавство», тема роботи: «Культурний код українців, закладений у петриківських стінописах» та І місце в секції «Літературна творчість», тема роботи: «Морські розбишаки». Учасниця ІІІ етапу всеукраїнського конкурсу-захисту наукових робіт МАН — 2020.
У 2020 році світ побачила книга "Шедеври петриківських стінописів «Скарбниця казок» — науково-мистецьке видання про культурну пам'ятку ХХ століття — настінні розписи, виконані Марфою Тимченко, Іваном та Оленою Скицюк на базі Білоцерківської Центральної бібліотеки для дітей. Загальна площа настінних розписів, виконаних у техніці петриківського розпису - аутентичного національного народного мистецтва України  склала 200 м2 .«Цей витвір мистецтва і зараз вражає своїми кольорами та масштабами, які не спромігся відтворити й досі жоден український художник…».

## Особисте життя
Аліса Герман захоплюється танцями у стилі брейк і хіп-хоп, брала участь у змаганнях з бальних танців. Також вона досягла успіхів у плаванні брасом на марафонські відстані (1—1,5 км), виконала III дорослий розряд з плавання.
Взяла участь у зйомках телепроєкту «Future ua» від телеканалу  UA TV.(https://www.youtube.com/watch?v=34SxNLVPuo4&list=PLLNwN8Glc9jU0Ewb0eqm3_8Sj0cQF8Trv&index=1)